# SN 1993A
SN 1993A – supernowa typu II odkryta 17 stycznia 1993 roku w galaktyce A073918-6203. W momencie odkrycia miała maksymalną jasność 18,50m.